# Filago crocidion
Filago crocidion là một loài thực vật có hoa trong họ Cúc. Loài này được (Pomel) Chrtek & Holub mô tả khoa học đầu tiên năm 1963.